# Венера-12
«Вене́ра-12» — радянська автоматична науково-дослідна космічна станція, призначена для дослідження планети Венери в рамках програми «Венера».

## Технічні характеристики
Старт АМС «Венера-12» був здійснений 14 вересня 1978 року в 02:25:13 UTC з космодрому Байконур, за допомогою ракети-носія «Протон».

## Мета космічної експедиції
Мета космічної експедиції — дослідження планети Венера і міжпланетного простору.

## Історія запуску
Початково «Венера-12» була виведена на орбіту Землі, параметри якої складали: апогей — 205 км, перигей — 177 км, нахил орбіти — 51,5°.

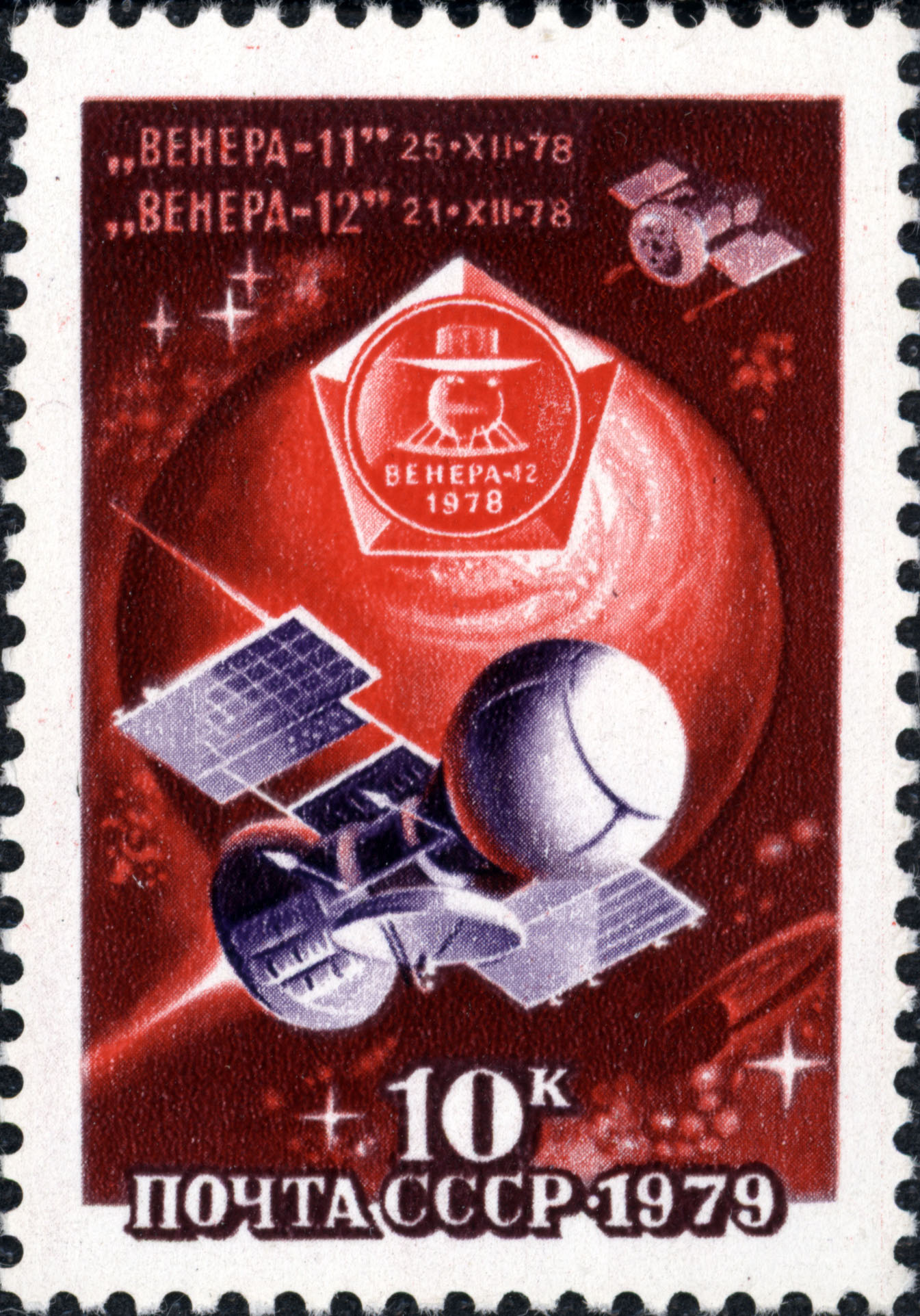
Поштова марка, присвячена експедиції «Венери-12» і «Венери-11»

## Склад наукової апаратури
Прилади, що були встановлені на АМС, призначалися для вивчення гама-випромінювання Сонця і Галактики.

## Перебіг космічної експедиції
Під час польоту до Венери, було проведено дві корекції траєкторії: 21 вересня і 14 грудня. 19 грудня АМС досягла планети Венера. Від орбітального модуля був відокремлений апарат приземлення (АП), який через дві доби, 21 грудня, увійшов в атмосферу Венери на швидкості 11,2 км/с. Гальмування і спуск на поверхню відбувався в три етапи: перший — аеродинамічне гальмування, потім був розкритий парашут і на останньому етапі знову аеродинамічне гальмування. 25 грудня 1978 року в 06:30 київського часу апарат приземлення, вчинив м'яку посадку на поверхні Венери. Спуск тривав приблизно 1 годину. Швидкість при посадці склала 7—8 м/с. Точка посадки мала координати: 7° південної широти і 294° східної довготи. Інформація з поверхні Венери передавалася через орбітальний модуль, який залишався на орбіті. Апарат приземлення продовжував працювати впродовж 110 хвилин.
Після відділення апарата приземлення, орбітальний модуль пролетів повз Венеру на відстані 34 000 км і потім вийшов на геліоцентричну орбіту. 13 лютого орбітальний модуль, за допомогою радянсько-французького ультрафіолетового спектрометра, обстежував комету Бредфілда. У цей час «Венера-12» перебувала на відстані 190 373 790 км від Землі.